# 榴ケ岡駅
榴ケ岡駅（つつじがおかえき）は、宮城県仙台市宮城野区榴岡5丁目にある、東日本旅客鉄道（JR東日本）仙石線の駅である。

## 歴史
1925年（大正14年）、仙石線の前身である宮城電気鉄道が仙台駅から西塩釜駅まで開通した際、榴ケ岡駅も同時に開業した。この時、駅の所在地は宮城郡原町であり、駅の施設は原町と仙台市の境界付近にあった。原町は1928年（昭和3年）に名取郡長町と共に仙台市に編入され、榴ケ岡駅は仙台市内の駅となった。
現在の榴ケ岡駅は仙台駅から数えて一つ隣の駅であるが、1952年（昭和27年）までは仙台駅と榴ケ岡駅の間に仙台東口駅があった。

### 年表
- 1925年（大正14年）6月5日：宮城県宮城郡原町に宮城電気鉄道の駅として開業[3]（北緯38度15分31.5秒 東経140度53分43.0秒 / 北緯38.258750度 東経140.895278度）。
- 1928年（昭和3年）4月1日：原町が仙台市と合併。当駅も仙台市内となった。
- 1944年（昭和19年）5月1日：宮城電気鉄道が国有化され[3]、運輸通信省所管の国有鉄道（国鉄）の駅となる。
- 1945年（昭和20年）5月19日：運輸省所管の国有鉄道（国鉄）の駅となる。
- 1949年（昭和24年）6月1日：日本国有鉄道（国鉄）の駅となる。
- 1970年（昭和45年）9月1日：自動券売機を設置[7]。
- 1987年（昭和62年）4月1日：国鉄分割民営化により、東日本旅客鉄道（JR東日本）の駅となる[3]。
- 1988年（昭和63年）：住居表示が実施され、住所が宮城野1丁目となった。
- 1989年（平成元年）4月1日：仙台市の政令指定都市移行に伴い、同市宮城野区内となった。
- 1991年（平成3年）：地下化工事のため、2代目駅舎を建設。
- 2000年（平成12年）3月11日：仙台トンネル内に移転し、地下駅化[8]（北緯38度15分31.7秒 東経140度53分37.5秒、宮城野区榴岡五丁目）。駅位置は100メートルほど西に移動。
- 2002年（平成14年）12月19日：自動改札を導入。
- 2003年（平成15年）10月26日：ICカード「Suica」の利用が可能となる[9]。
- 2010年（平成22年）4月1日：直営駅（陸前原ノ町駅所属榴ケ岡在勤）から業務委託駅（東北総合サービス）となった。
- 2011年（平成23年）
  - 3月11日：東北地方太平洋沖地震（東日本大震災）の発生に伴い運用停止。
  - 3月28日：あおば通駅から小鶴新田駅間の運転再開に伴い運用開始。
  - 4月7日：同地震の余震により同区間が再び不通となり運用停止。
  - 4月19日：同区間の再度の運転再開に伴い運用開始。
- 2024年（令和6年）10月1日：えきねっとQチケのサービスを開始[1][10]。

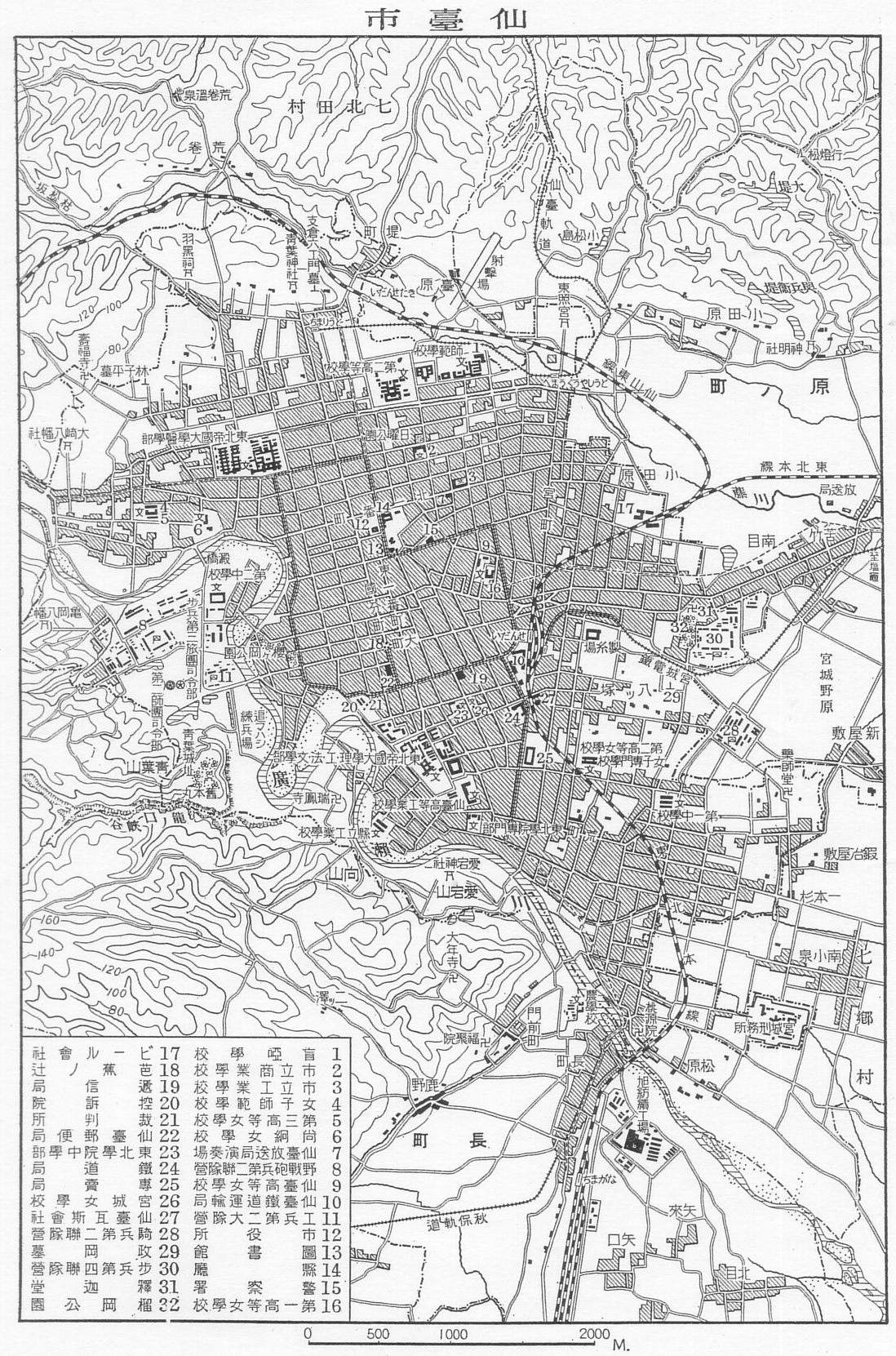
1927年（昭和2年）頃の仙台市および近郊地図。地図中の「宮城電鐵（宮城電鉄）」の宮の字の右上の、原町が仙台市にくいこんでいる辺りに当駅は設置された。
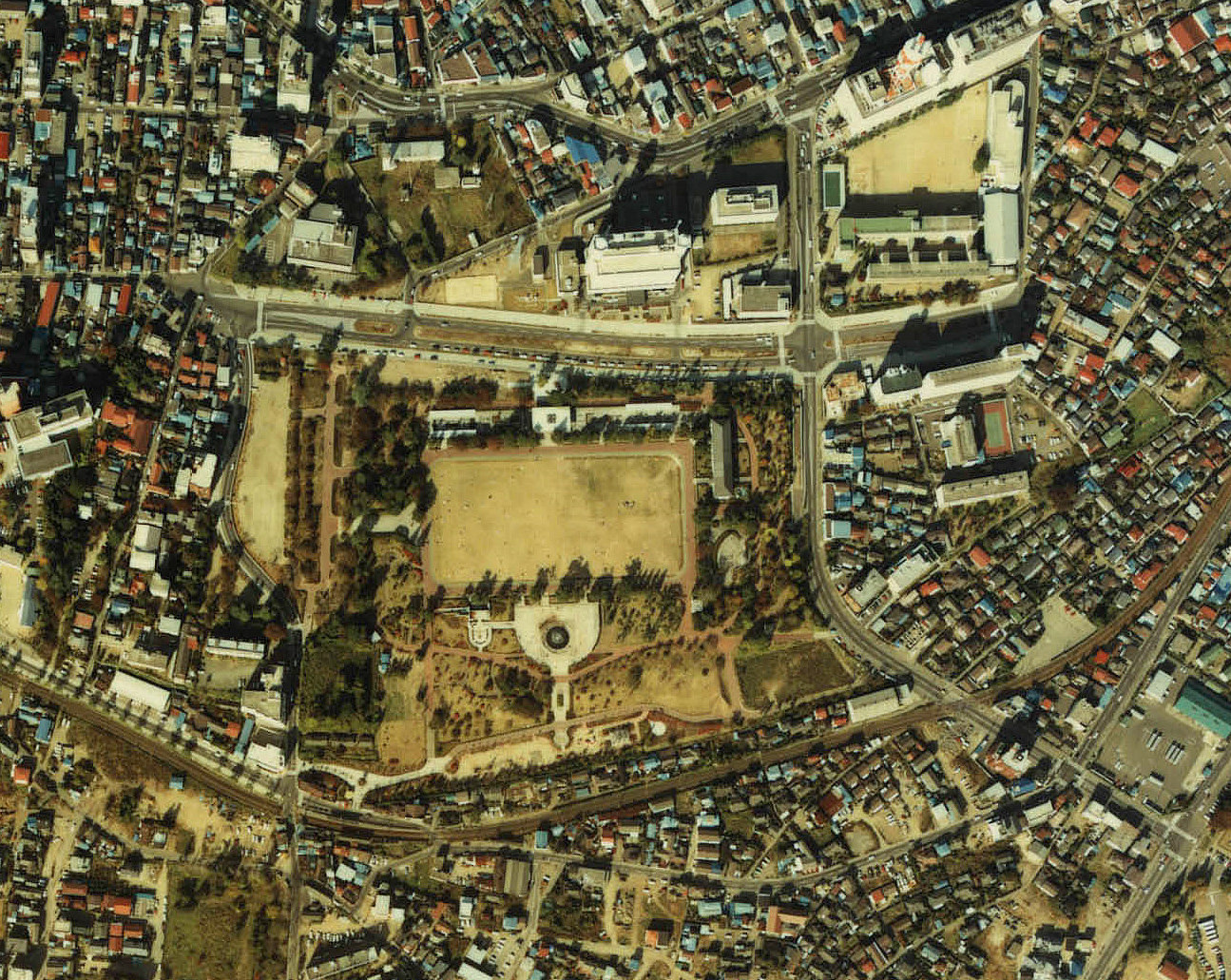
1984年度（昭和59年度）撮影の国土交通省 国土地理院 地図・空中写真閲覧サービスの空中写真を基に作成。地上駅時代の当駅は、榴岡公園の南東端に接してあった。

## 駅構造
島式ホーム1面2線を有する地下駅である。
2000年（平成12年）の地下化以前は相対式ホーム2面2線で、下り2番ホームは踏切に挟まれた4両分ギリギリの長さしかなく、少しでもオーバーランすると、ホームからはみ出て、踏切上に停止してしまう構造だった。駅舎もとても狭く、1991年（平成3年）に改築されるまでは、木造の小さな駅舎で待合室もなかった。また、構内用踏切と外の踏切が非常に近くにあったため、改札を通らないでホームに行くことが容易にできてしまっていた。
当駅は楽天生命パーク宮城から徒歩圏にあり、構内には東北楽天ゴールデンイーグルスの「非公認マスコット」Mr.カラスコなどが描かれている。改札からそのまま道なりに直進すると球場に到達できる出入り口は、Mr.カラスコのイメージカラーである紫に塗られており、さらにMr.カラスコとチームロゴが描かれている。
震災からの全面復旧以前に運行されていた快速（赤快速）は、プロ野球開催時も当駅を通過していた。
仙台地区センター管理の業務委託駅（JR東日本東北総合サービス委託）である。自動券売機と自動改札機（Suica、えきねっとQチケ対応）が設置されている。JRの特定都区市内制度における「仙台市内」の駅である。

### のりば
| 番線 | 路線    | 方向 | 行先               |
| ---- | ------- | ---- | ------------------ |
| 1    | ■仙石線 | 下り | 石巻方面           |
| 2    | ■仙石線 | 上り | 仙台・あおば通方面 |

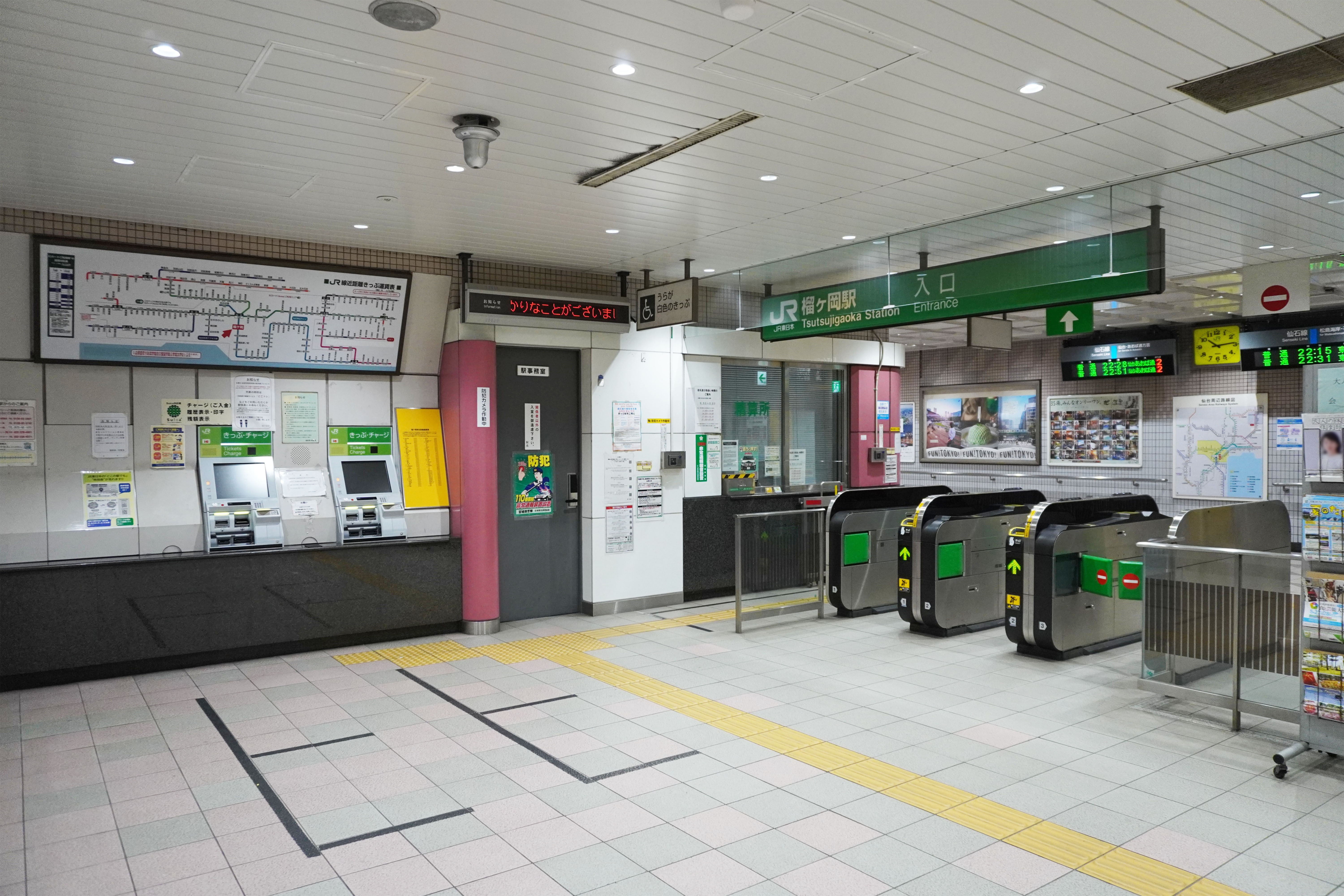
改札口と切符売り場（2023年5月）
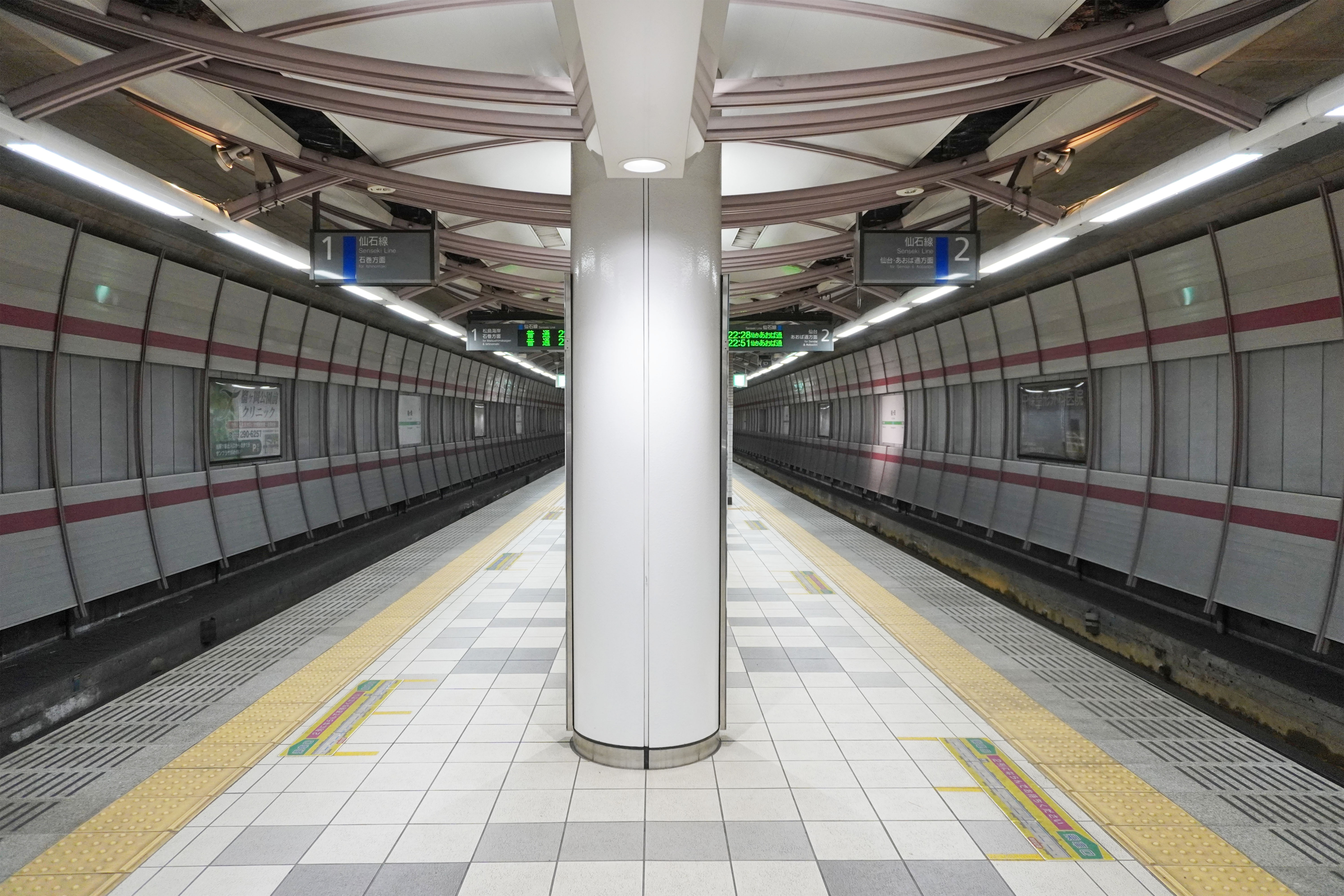
ホーム（2023年5月）

## 利用状況
JR東日本によると、2023年度（令和5年度）の1日平均乗車人員は3,259人である。
1999年度（平成11年度）以降の推移は以下のとおりである。
| 1日平均乗車人員推移 | 1日平均乗車人員推移 | 1日平均乗車人員推移 | 1日平均乗車人員推移 | 1日平均乗車人員推移 |
| 年度                | 定期外              | 定期                | 合計                | 出典                |
| ------------------- | ------------------- | ------------------- | ------------------- | ------------------- |
| 1999年（平成11年）  | 994                 | 1,543               | 2,537               | [ 市 1 ]            |
| 2000年（平成12年）  | 1,176               | 1,569               | 2,745               | [ J 2 ] [ 市 1 ]    |
| 2001年（平成13年）  | 1,055               | 1,507               | 2,562               | [ J 3 ] [ 市 1 ]    |
| 2002年（平成14年）  | 975                 | 1,441               | 2,417               | [ J 4 ] [ 市 2 ]    |
| 2003年（平成15年）  | 989                 | 1,447               | 2,435               | [ J 5 ] [ 市 2 ]    |
| 2004年（平成16年）  | 1,080               | 1,477               | 2,557               | [ J 6 ] [ 市 2 ]    |
| 2005年（平成17年）  | 1,141               | 1,438               | 2,580               | [ J 7 ] [ 市 2 ]    |
| 2006年（平成18年）  | 1,086               | 1,419               | 2,505               | [ J 8 ] [ 市 2 ]    |
| 2007年（平成19年）  | 1,157               | 1,469               | 2,625               | [ J 9 ] [ 市 3 ]    |
| 2008年（平成20年）  |                     |                     | 2,654               | [ J 10 ] [ 市 4 ]   |
| 2009年（平成21年）  |                     |                     | 2,681               | [ J 11 ] [ 市 4 ]   |
| 2010年（平成22年）  |                     |                     | 2,621               | [ J 12 ] [ 市 4 ]   |
| 2011年（平成23年）  | 非公表              | 非公表              | 非公表              | [ 市 4 ]            |
| 2012年（平成24年）  | 1,223               | 1,667               | 2,891               | [ J 13 ] [ 市 4 ]   |
| 2013年（平成25年）  | 1,305               | 1,691               | 2,996               | [ J 14 ] [ 市 5 ]   |
| 2014年（平成26年）  | 1,345               | 1,765               | 3,110               | [ J 15 ] [ 市 5 ]   |
| 2015年（平成27年）  | 1,384               | 1,785               | 3,169               | [ J 16 ] [ 市 5 ]   |
| 2016年（平成28年）  | 1,404               | 1,853               | 3,258               | [ J 17 ] [ 市 5 ]   |
| 2017年（平成29年）  | 1,425               | 1,962               | 3,387               | [ J 18 ] [ 市 5 ]   |
| 2018年（平成30年）  | 1,388               | 1,907               | 3,295               | [ J 19 ] [ 市 6 ]   |
| 2019年（令和元年）  | 1,348               | 1,981               | 3,330               | [ J 20 ] [ 市 6 ]   |
| 2020年（令和02年）  | 809                 | 1,872               | 2,681               | [ J 21 ] [ 市 6 ]   |
| 2021年（令和03年）  | 957                 | 1,860               | 2,818               | [ J 22 ] [ 市 6 ]   |
| 2022年（令和04年）  | 1,122               | 1,932               | 3,054               | [ J 23 ]            |
| 2023年（令和05年）  | 1,244               | 2,015               | 3,259               | [ J 1 ]             |

1日平均乗車人員（単位：人/日）

## 駅周辺
- 仙台榴ヶ岡郵便局
- 榴岡公園
  - 仙台市歴史民俗資料館
- 榴岡天満宮
- 仙台サンプラザ
- 宮城県仙台第一高等学校
- みやぎNPOプラザ
- 宮城野原公園総合運動場
  - 楽天モバイルパーク宮城
- 西友宮城野原店
- 仙台市立榴岡小学校
- 仙台市立東華中学校
- 孝勝寺
- ウジエスーパー小田原店

## 隣の駅
東日本旅客鉄道（JR東日本）
■仙石線
仙台駅 - 榴ケ岡駅 - 宮城野原駅

### 記事本文